# Lenka Háječková
Lenka Háječková (Praga, 18 aprile 1978) è una giocatrice di beach volley ceca.
Ha partecipato ai Giochi di Londra 2012, gareggiando assieme alla connazionale Hana Klapalová.